# 文淵閣大學士
文淵閣大學士，为明朝、清朝内阁大学士名号之一。
明太祖洪武十五年（1382年）设置，以翰林院官员充任，以备顾问应对，官居正五品。明成祖永乐年间，开始以殿阁大学士銜简选入内阁参预机要。洪熙、宣德以后，内阁之权开始加重，掌管批答奏章，草拟詔命，实际行使宰相的职权。因为品秩较低，常以六部尚书兼任。清朝沿置，升为正一品。但权责不如明朝，雍正设立军机处，文淵閣大學士只主管日常例行政务和发布文告。
- 明朝文淵閣大學士：宋訥、朱善、解缙（入直文淵閣）、黄淮（入直文淵閣）、杨士奇（入直文淵閣）、胡俨（入直文淵閣）、胡廣、杨荣、金幼孜、陈循、许彬（入直文淵閣）、陈文、彭时、商辂、万安、刘珝、刘吉、徐溥、劉健、丘濬、李东阳、焦芳、王鏊、杨廷和、刘宇、曹元、梁储、刘忠、费宏、靳贵、蒋冕、毛纪、袁宗皋、石珤、贾咏、张璁、翟銮、李时、顾鼎臣、许赞、张璧、张治、吕本、高拱、陈以勤、赵贞吉、殷士儋、高仪、吕调阳、张四维、马自强、申时行、余有丁、许国、王锡爵、赵志皋、张位、沈鲤、朱赓、叶向高、方从哲、刘一燝、韩爌、史继偕、沈潅、何宗彦、朱国祚、孙如游、顾秉谦、朱国祯、朱延禧、魏广微、孙承宗、周如磐、黄立极、丁绍轼、冯铨、施凤来、张瑞图、李国𣚴、来宗道、杨景辰、周道登、李标、钱龙锡、刘鸿训、成基命、周延儒、何如宠、钱象坤、温体仁、吴宗达、徐光启、王应熊、何吾驺、钱士升、张至发、黄士俊、孔贞运、贺逢圣、刘宇亮、傅冠、薛国观、蔡国用、范复粹、蒋德璟、黄景昉、吴甡、魏藻德、方岳贡、瞿式耜
- 清朝文淵閣大學士：卫周祚、佛伦、席哈纳、陈廷敬、李光地、王掞、高其位、张廷玉、逊柱、蒋廷锡、陈元龙、赵国麟、陈世倌、史贻直、高斌、劉綸、程景伊、嵇璜、孙士毅、庆桂、章煦、戴均元、文孚、琦善、覺羅寶興、耆英、裕诚、讷尔经额、文庆、彭蕴章、柏葰、瑞麟、官文、倭仁、瑞常、瑞麟、单懋谦、麟書、荣禄、王文韶、崑岡、崇礼、孙家鼐、世续、那桐

## 另見
- 文淵閣
- 大學士